# Schlüsselspitze
Die Schlüsselspitze (2778 m ü. A.) ist ein Berggipfel des Dorferkamms in der Venedigergruppe in Osttirol (Österreich). Er liegt im Norden des Gemeindegebiets von Prägraten am Großvenediger. Benachbarte Gipfel sind der Niklaskogel im Norden und der Göriacher Almkopf im Süden.

## Lage
Die Schlüsselspitze ist eine schroffe Erhebung im Endverlauf des Dorferkamms. Sie fällt im Westen zum Maurer Tal mit dem Mauer Bach und im Osten zum Hinterbichler Dorfertal mit dem Dorfer Bach steil ab. Die Schlüsselspitze weist einen wesentlich alpineren Charakter als der nördlich gelegene Niklaskopf (2780 m ü. A.) auf, von dem die Schlüsselspitze durch die Schlüsselscharte (2591 m ü. A.) getrennt ist. Im Süden bildet der Göriacher Almkopf (2434 m ü. A.) eine unbedeutende Graskuppe die nächste Erhebung vor dem Finsterwitzkopf (2254 m ü. A.), der das Ende des Dorferkamms markiert.

## Aufstiegsmöglichkeiten
Der Aufstieg zur Schlüsselspitze erfolgte erstmals am 9. Jänner 1913 durch E. Hoferer und E. Trautmann von der Essener-Rostocker Hütte aus. Hierbei erfolgte auf markiertem Weg zunächst der Abstieg zur Ochsnerhütte (1950 m ü. A.) und danach die Querung in der Ostflanke des Tales in eine Mulde. Der weitere Anstieg erfolgte über große, bewachsene Blöcke zunächst auf einem kurzen Schafsteig. Nach 60 Metern über den Grashang steil empor folgten die Erstbesteiger einer Querung nach rechts, bis der Kammsattel (2586 m ü. A.) erreicht wurde. Danach erkletterten sie den steilen, brüchigen Südgrat, wobei einige Türme westlich umgangen werden mussten (II). Eine Alternativroute bietet die Westflanke. Hierzu führt der Anstieg von der Ochsnerhütte an steilen Hängen aufwärts zum Wandfuß und zu einer Blockrippe, wobei der Schlussanstieg über die Blockrippe und zuletzt eine Schneerinne verläuft. Der Nordgrat wurde wiederum von Klaus Hoi und Gef. im Mai 1973 erstiegen. Des Weiteren kann die Schlüsselspitze auch durch die Gratüberschreitung vom Niklaskogel aus begangen werden.